# طابع (قابل للصق)

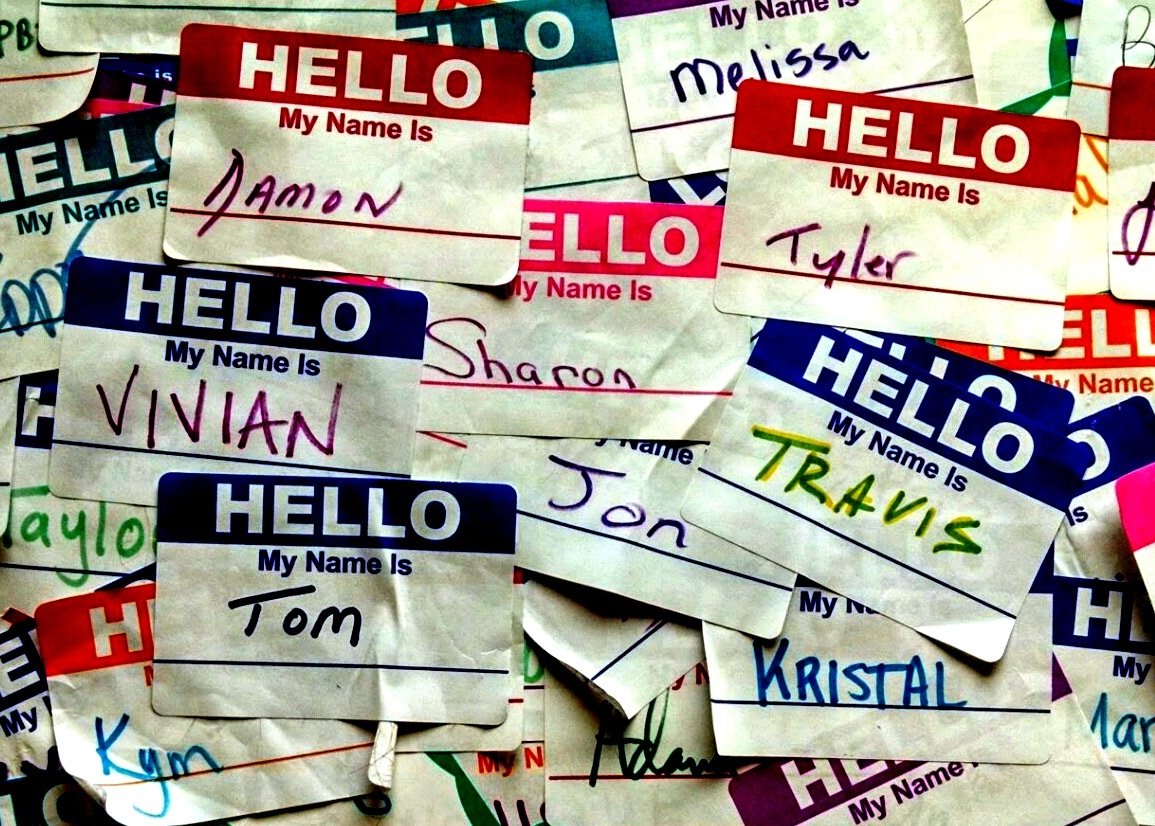
ملصقات الأسماء

الطابع اللاصق هو قطعة صغيرة من الورق مصممة لتُلصق على أي سطح، عادةً عن طريق إزالة طبقة من المادة اللاصقة على الجهة الأمامية أو الخلفية للملصق. يشير مصطلح المادة اللاصقة إلى مادة لزجة، في حين أن الشيء اللاصق ذاتيًا يعني أنه سوف يلتصق دون بلل أو إضافة غراء إلى المنتج.
أحد أكثر أنواع الملصقات اللاصقة شيوعًا هو طابع البريد، الذي تم تطويره في بريطانيا في أربعينيات القرن التاسع عشر وأصبح شائعًا في الولايات المتحدة في نفس العقد.
في عام 1935 اخترع آر. ستانتون أفيري آلة لتصنيع الملصقات ذاتية اللصق. بمرور الوقت، أثر اختراع أفيري على الطرق التي أعلن بها المصنعون والعلامات التجارية عن المعلومات المتعلقة بمنتجاتهم. استخدم أفيري عملية القطع بالقالب، مما يسمح بقطع الورق إلى شكل محدد ومتكرر، عادةً مستطيل أو مربع. في ستينيات القرن العشرين، ظهرت ابتكارات أخرى، وتزايد الطلب، وصنعت أنواع جديدة من المواد اللاصقة، وبدأت صناعة الملصقات ذاتية اللصق على نطاق واسع في السوق العالمية. في سبعينيات القرن العشرين، أصبحت الملصقات والعلامات ذاتية اللصق منتجات رئيسية وانتشرت في شكل ملصقات السيارات وملصقات الصدمات والعناصر القابلة للتحصيل.

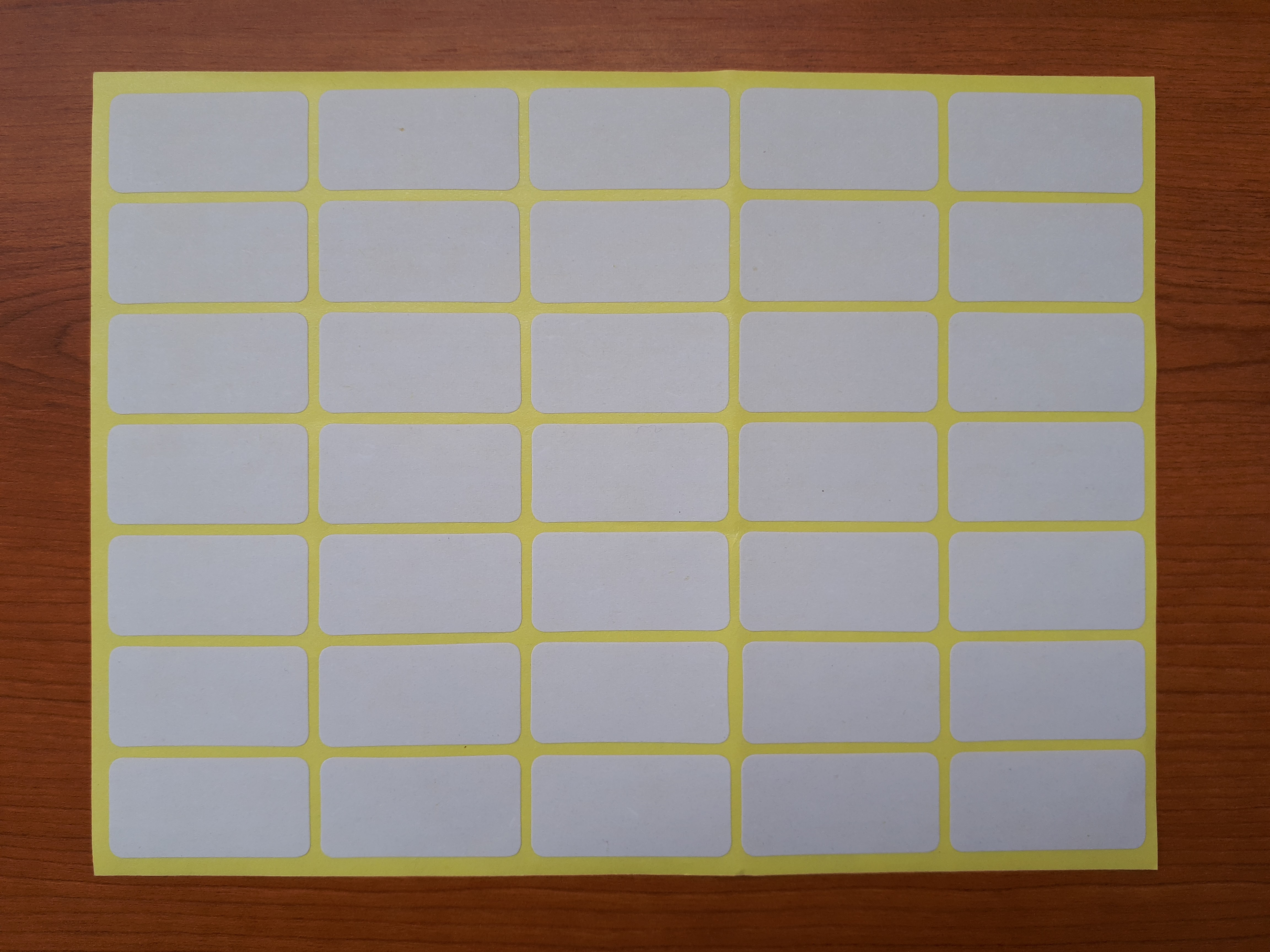
ورقة تحتوي على ملصقات لاصقة

هناك ثلاثة تصنيفات رئيسية لمواد الطوابع اللاصقة: دائمة، وقابلة للإزالة، وقابلة لإعادة الوضع. كل تنوع له خصائصه واستخداماته الفريدة. تتراوح قوة الترابط لكل نوع من المواد اللاصقة من رابطة قوية دائمة إلى رابطة مرنة يمكن إعادة وضعها أو إزالتها بالكامل.
استمر نمو وتنوع وشعبية الملصقات ذاتية اللصق حتى يومنا هذا. لقد أدى التقدم في التكنولوجيا والطلب على المنتجات متعددة الاستخدامات إلى استخدام المزيد من المواد المبتكرة لإنشاء روابط أكثر ديناميكية خاصة بالبيئة التي سيتم استخدامها فيها. وبالمثل، هناك الآن مجموعة واسعة من المواد التي تستخدم لإنشاء مادة الوجه، أو الواجهة، للملصقات. تتضمن هذه المنتجات البولي بروبيلين والبوليستر والفينيل ومستر بي في سي. يمكن الآن إنتاج الملصقات اللاصقة بشكل فردي، أو في صفائح، وفي هذه الحالة تفصل عادةً عن طريق الثقوب أو التجعيد، انظر فصل الطوابع البريدية. وأيضًا استخدام تقنية الطباعة الرقمية لتحسين هذه العملية. تتيح هذه الطباعة المبتكرة إمكانية تخصيص المنتجات وطباعتها حسب الطلب ولديها القدرة على خفض التكاليف بالنسبة للمصنعين في جميع أنحاء العالم. تشير مقالة حديثة إلى أن زيادة وعي المستهلك إلى جانب التطورات في التكنولوجيا من شأنها أن تؤدي إلى مستقبل قوي الطوابع اللاصق.
ومنذ ذلك الحين وسع المفهوم ليشمل مجموعة متنوعة من المجالات:
- في البريد: آداب البريد الجوي، ملصقات الجمعيات الخيرية، ملصقات العناوين، ملصقات عناوين المرسل، ملصقات عدادات البريد، أنواع معينة من الملصقات البريدية
- على أنواع أخرى من الأشياء الورقية: طوابع الإيرادات، وطوابع التوفير، والعلامات العامة، والإشعارات، أو التحذيرات.
- منتجات التجزئة: الزخارف، والملصقات، والرموز الشريطية، وملصقات الأسعار، وملصقات السيارات، وملصقات الصدمات، والعناصر القابلة للتحصيل.
- الأجهزة الصناعية: ملصقات التوجيه، ملصقات التحذير.
- عن الطعام: المعلومات الغذائية، تحذيرات الحساسية، تواريخ انتهاء الصلاحية.
- حول الأجهزة الطبية: زجاجات الأدوية الموصوفة، وملصقات التحذير، ومعلومات العلامة التجارية.

لقد استخدم كل تركيبة يمكن تخيلها تقريبًا من المنتجات الورقية والمواد اللاصقة في مرحلة ما لإنشاء ملصقات لاصقة؛ راجع ورق الطوابع البريدية وصمغ الطوابع البريدية لمناقشة أكثر تفصيلاً. انظر فصل الطوابع البريدية .

## الملحوظات
1. ↑  "The history of labels". Ellco Etikett. مؤرشف من الأصل في 2025-02-08. اطلع عليه بتاريخ 2020-10-29.
2. ↑  "self-adhesive". Cambridge English Dictionary. Cambridge Dictionary. مؤرشف من الأصل في 2016-08-24. اطلع عليه بتاريخ 2020-10-29.
3. ↑  "History of Stamps". American Philatelic Society. مؤرشف من الأصل في 2025-04-17. اطلع عليه بتاريخ 2020-10-29.
4. ↑  "Discover Avery". Avery. مؤرشف من الأصل في 2025-05-01. اطلع عليه بتاريخ 2020-10-23.
5. ↑  "The history of labels". Ellco Etikett. مؤرشف من الأصل في 2025-02-08. اطلع عليه بتاريخ 2020-10-29."The history of labels". Ellco Etikett. Retrieved October 29, 2020.
6. ↑  "History of the Sticker". STKRS. مؤرشف من الأصل في 2024-05-30. اطلع عليه بتاريخ 2020-10-27.
7. 1 2  "Label Adhesives Guide Part 1: Types and Properties". Consolidated Label Company. 5 فبراير 2015. مؤرشف من الأصل في 2024-12-09. اطلع عليه بتاريخ 2020-10-29.
8. ↑  "What are self adhesive labels?". FineCutGroup. مؤرشف من الأصل في 2022-01-25. اطلع عليه بتاريخ 2020-10-29.
9. 1 2  "Global Self-Adhesive Labels Market (2020 to 2025) - Forward Integrations in Value Chain Presents Opportunities". M2PressWIRE: 1–2. 2 يوليو 2020. اطلع عليه بتاريخ 2020-10-26.

## الروابط خارجية
- تاريخ الملصقات ذاتية اللصق ، WorldLabel.com
- تاريخ الملصقات ذاتية اللصق ، Etiquette.co.uk